# Bitwa pod Strzelcowizną
Bitwa pod Strzelcowizną – bitwa stoczona 3 września 1863 roku pod Strzelcowizną pomiędzy oddziałem Józefa Ramotowskiego „Wawra” a wojskami rosyjskimi w czasie powstania styczniowego.
Wiosną 1863 roku oddział Ramotowskiego operował w Puszczy Augustowskiej w środkowej części guberni augustowskiej. Po przegranej bitwie na Kozim Rynku (29 czerwca) wycofał się jednak w okolice Łomży. Na przełomie lipca i sierpnia żołnierze Wawra ponownie zebrali się w Puszczy Augustowskiej. Dodatkowo oddział wzmocniły siły płk. Aleksandra Lenkiewicza przybyłe z Litwy i mjr. Michała Laudańskiego z okolic Mariampola. W sumie oddział Ramotowskiego liczył ok. 300-400 ludzi, miał jednak małą zdolność bojową, trapiły go trudności w zaopatrzeniu się w żywność, zaś żołnierze chorowali. Dodatkowo w okolicy znajdowały się duże siły rosyjskie, co utrudniało Ramotowskiemu rozwinięcie działalności.
3 września oddział Ramotowskiego starł się pod wsią Strzelcowizna z dwiema kompaniami piechoty rosyjskiej i oddziałem kawalerii dowodzonymi przez późniejszego gen. Egiera. Oddział został pokonany i rozproszył się. Ramotowski polecił ocalałym siłom połączyć się z innymi oddziałami operującymi w guberni, sam zaś przekroczył granicę Prus Wschodnich. Krok ten został uznany przez Rząd Narodowy za dezercję. Ramotowski został skazany zaocznie na karę śmierci, później jednak wyrok anulowano. Resztki oddziału zebrał Wiktor Augustowski, został jednak pobity 25 września pod Skieblewem. Były to ostatnie większe starcia powstańcze w guberni. 